# Steve Grossman
Steve Grossman (Brooklyn, 18 januari 1951 - 13 augustus 2020) was een Amerikaanse jazzsaxofonist.

## Biografie
Grossman kreeg op 8-jarige leeftijd van zijn broer Hal onderricht op de altsaxofoon, op 16-jarige leeftijd op de sopraansaxofoon en een jaar later ook op de tenorsaxofoon. Nadat Grossman al op 16-jarige leeftijd korte tijd had opgetreden met Elvin Jones, begon zijn professionele carrière, toen hij in 1969 opvolger werd van Wayne Shorter in de fusionband van Miles Davis en met hem in 1970 optrad in het Filmore West, te horen op het in 1977 uitgebrachte album Black Beauty: Miles Davis at Fillmore West. Hij werkte in 1971 met Lonnie Liston Smith en was daarna tot 1973 lid van de band van Elvin Jones.
Midden jaren 1970 was hij lid van de band Stone Alliance van Gene Perla. Sindsdien was hij actief als leider van eigen bands. Sinds eind jaren 1970 woonde Grossman overwegend in Frankrijk en Italië.

## Overlijden
Steve Grossman overleed in augustus 2020 op 69-jarige leeftijd.

## Discografie
- 1973: Some Shapes to Come met Don Alias, Jan Hammer, Gene Perla
- 1977: Born at the Same Time met Patrice Caratini, Michel Graillier, Daniel Humair
- 1984: Way Out East Vol 1 and 2 met Joony Booth en Joe Chambers
- 1984: Hold the Line met Joony Booth, Hugh Lawson, Masahiro Yoshida
- 1985: Love Is The Thing met Billy Higgins, Cedar Walton, David Williams
- 1985: Steve Grossman Quartet Vol 1 and 2
- 1985: Standards met Walter Booker, Fred Henke, Masahiro Yoshida
- 1986: Katonah met Takehiro Honda, Hideo Kawahara, Yasushi Yoneki, Masahiro Yoshida
- 1989: Bouncing with Mr. A.T., Steve Grossman Trio met Tyler Mitchell en Art Taylor
- 1990: Moon Train
- 1990: Relections met Alby Cullaz, Simon Goubert
- 1990: My Second Prime met Charles Bellonzi, Fred Henke
- 1991: Do It met Barry Harris, Reggie Johnson, Art Taylor
- 1991: In New York met Avery Sharpe, Art Taylor, McCoy Tyner
- 1993: Time to Smile met Tom Harrell, Elvin Jones, Cecil McBee, Willie Pickens
- 1992: I’m confessin’ met Jimmy Cobb, Fred Henke, Reggie Johnson, Harold Land
- 1993: Small Hotel met Billy Higgins, Cedar Walton, David Williams
- 1998: Steve Grossman Quartet with Michael Petrucciani met Joe Farnsworth, Andy McKee, Michel Petrucciani
- 2000: Live:Cafe Praga met Charles Bellonzi, Fred Henke, Gilbert Rovère
- 2006: The Bible met Don Alias Bongos, Jan Hammer, Gene Perla
- 2006: Terre Firma

- Bibsys: 3056816
- Bibliothèque nationale de France: cb13894757p (data)
- Gemeinsame Normdatei: 133277208
- International Standard Name Identifier: 0000 0000 7363 8591
- Library of Congress Control Number: n87142122
- MusicBrainz: dd21e106-2c27-430a-98a9-7039e1606abb
- Nationale Bibliotheek van Tsjechië: xx0200276
- Nationale Bibliotheek van Israël: 987007299554505171
- Système universitaire de documentation: 086262041
- Virtual International Authority File: 5117687
- WorldCat: E39PBJwxHYHqH7cr7hHpmyQ8YP